# Dichloranisole
Die Dichloranisole bilden eine Stoffgruppe von aromatischen Verbindungen, die sich sowohl vom Anisol als auch vom Chlorbenzol bzw. den Dichlorbenzolen ableiten. Die Struktur besteht aus einem Benzolring mit angefügter Methoxygruppe (–OCH3) und zwei Chloratomen (–Cl) als Substituenten. Durch deren unterschiedliche Anordnung ergeben sich sechs Konstitutionsisomere mit der Summenformel C7H6Cl2O:
| keine GHS-Piktogramme |

| keine GHS-Piktogramme |

| Gefahrensymbol |

| keine GHS-Piktogramme |

| Gefahrensymbol |

| keine GHS-Piktogramme |